# José Warmuth Teixeira
José Warmuth Teixeira (Rio de Janeiro, 18 de março de 1933) é um médico anestesiologista e escritor brasileiro.

## Formação
- Médico, formado pela Faculdade de Ciências Médicas da UERJ.[4]

Estabeleceu-se como médico em Tubarão (Santa Catarina), em 1960. É membro da Academia Tubaronense de Letras e presidente do Museu Ferroviário de Tubarão. Associado da Sociedade Brasileira de Médicos Escritores.

## Obras
- Memórias de um anestesista do interior, 1997[7]
- Ferrovia Tereza Cristina, uma viagem ao desenvolvimento. Tubarão : Ed. do Autor, 2004 - ISBN 978-85-90474-23-4
- Hospital Nossa Senhora da Conceição. 100 anos de amor pela vida- Tubarão : Ed. do Autor, 2004.
- Porca miséria. Tubarão : Ed. do Autor, 2005.[8]
- Caminhos da Natureza - Pathways of Nature - Tubarão:Ed. do antor, 2013[nota 3][9]
- Minha vida sobre rodas / Ma vie sur roues - Tubarão (SC) / Cabo Frio (RJ):Helvetia, 2019 - ISBN 978-85-69852-69-8[nota 4]
- Feridas e cicatrizes de guerra - Cabo Frio (RJ):Helvetia Edições, 2021 - ISBN 978-65-88508-24-4
- Memórias de um anestesista aposentado - Tubarão (SC): Ed. do autor, 2022
- Ferrovia ontem e hoje, 2023[10]
- Memórias de uma infância feliz, 2023[11] ISBN 978-65-00-79025-2
- Flores que enfeitam nosso planeta, 2023[11] ISBN 978-65-00-51941-9[nota 5]

infantis
- A Arca de Noé[12][13] ISBN 978-65-00-84686-7
- E Papai do Céu criou os animais - Tubarão (SC): Ed. do autor, 2023 - ISBN 978-65-00-87769-4
- Historinhas para os baixinhos e baixinhas- Tubarão (SC):Ed. do autor, 2024 - ISBN 978-65-00-96988-7

## Entidades literárias e culturais
Pertence às seguintes entidades literárias e culturais:
- Academia Tubaronense de Letras;
- Sociedade Brasileira de Médicos Escritores;
- Academia Brasileira de Médicos Escritores;
- União Brasileira de Escritores;
- União de Médicos Escritores e Artistas Lusófonos;
- Academia de Médicos Escritores e Artistas de Moçambique (membro correspondente);
- Associação Portuguesa de Poetas;
- Académie de Lettres et de Arts Luso-Suisse;
- Academia de Letras e Artes Lusófonas.

## Colunista em periódicos
- Diário do Sul.